# Mariechen Wehselau
Mariechen Wehselau, née le 15 mai 1906 à Honolulu et morte en juin 1992 à Honolulu, est une nageuse américaine.

## Biographie
Aux Jeux olympiques d'été de 1924 à Paris, Mariechen Wehselau remporte la médaille d'or du relais 4x100 mètres nage libre avec Gertrude Ederle, Ethel Lackie et Euphrasia Donnelly. Elle est aussi médaillée d'argent sur 100 mètres nage libre.
Elle est admise au sein de l'International Swimming Hall of Fame en 1989.